# Ulrike Dornis
Ulrike Dornis (geboren am 24. Januar 1966 in Leipzig) ist eine deutsche Malerin und Grafikerin.

## Leben
Ulrike Dornis ist die Tochter des Malers Kurt Dornis. Nach Abschluss der Polytechnischen Oberschule im Jahr 1982 absolvierte sie bis 1984 eine Ausbildung als Stukkateurin und erwarb ihren Gesellenbrief. Im Anschluss fuhr sie als Kassiererin mit dem Zirkus Berolina durch die DDR (durch Thüringen und das Vogtland, von Wittenberge bis Stralsund). Von 1986 bis 1992 studierte sie an der Hochschule für Grafik und Buchkunst Leipzig bei Arno Rink und schloss mit einem Diplom in Malerei ab. 1999 war sie Arno Rinks Meisterschülerin.
Ab 1993 war Dornis als freie Künstlerin tätig. Sie erhielt ein DAAD-Stipendium, das sie 1993 bis 1995 nach Kairo führte und zwischen 1997 und 1999 mehrfach nach Chicago. 1995 hatte sie eine Hospitanz am Landestheater Tübingen, wo sie für die Ausstattungen mit verantwortlich war. Im Jahr 1998 übte sie eine Lehrtätigkeit an der Universität Sudan für Wissenschaft und Technologie in Khartum (Sudan) aus, wo sie künstlerische Drucktechniken unterrichtete.
Seit 2000 lebt und arbeitet Ulrike Dornis in Berlin als Künstlerin. Sie ist Mitglied im Frauenmuseum Berlin e.V. und engagiert sich im Netzwerk Freier Berliner Kunst- und Projekträume.
Neben freien Arbeiten hat sie gemeinsam mit dem bildenden Künstler Jens Hanke das Corporate Identity des Verlags Edition Juliane Klein gestaltet.
Arbeiten von Ulrike Dornis befinden sich u. a. in der HypoVereinsbank, in den Staatlichen Kunstsammlungen Dresden und im Verbundnetz Gas AG.

## Künstlerisches Schaffen
Ulrike Dornis hat ihre künstlerischen Wurzeln in der Leipziger Schule. Immer wieder versucht sie das ihr vertraute Medium Malerei neu zu erfinden, ohne dabei Traditionen aus dem Auge zu verlieren. Ihr malerisches Œuvre war anfangs von architektonischen Motiven und Stillleben beeinflusst, figürliche Motive spielten keine Rolle. Lange Zeit hat sie sich abstrakt-malerischen Fragen und Problemlösungen gewidmet. In der Serie Arabeske fokussierte sie sich auf eine einzige textile Vorlage: eine 1993 in Kairo erworbene Textilie. Ein rotgrundiges, satinartiges Tuch mit floraler Ornamentik und zahllos verschlungenen Arabesken, die den Titel der Serie bilden.
In jüngerer Zeit stehen figurative Motive im Zentrum ihrer künstlerischen Auseinandersetzung. Ulrike Dornis arbeitet nun mit Modellen, vorrangig mit Frauen, die ausgebildete Schauspielerinnen und Performancekünstlerinnen sind. Sie stellen Motive und Haltungen aus Religion und Mythologie nach, insbesondere Motive, wie sie aus Renaissance und Barock bekannt sind.

## Ausstellungen (Auswahl)

### Einzelausstellungen
- 1993: Himmel und Erde. ACC Galerie Weimar
- 1995: Big Goddesses. DAAD-Galerie Kairo, Ägypten
- 1998: Nymphaea Alba. DAAD-Galerie Kairo, Ägypten
- 1998: Wasser. Galerie des Goethe-Instituts, Khartum, Sudan
- 2002: Architecture of Mind – Transfer. AAC Galerie Weimar, mit Jens Hanke
- 2009: Arabeske. Literaturforum im Brecht-Haus, Berlin
- 2009: Salon. Ehemalige Dänische Gesandtschaft, Berlin, mit Gwen Kerber
- 2014: Arabeske. Brühler Kunstverein, Brühl
- 2015: Ulrike Dornis. Malerei. Galerie Kaysser, Ruhpolding[4]
- 2015: Ulrike Dornis. Arabesken. Allgemeiner Konsumverein Braunschweig e.V.[6]
- 2018: Arabeske Variation. Kunstverein Grimma
- 2019, 2021: RErenaissance. LAWRENCE funun GALLERY, Berlin, Galerie Intershop, Leipzig
- 2020: Die Siebente Reise. Oberwelt, Stuttgart, mit Jens Hanke
- 2022: +eins #1. Kunstverein Neukölln, Berlin[7]
- 2023: Kammerspiel mit Helden. Kunstverein Uelzen[7]

### Gruppenausstellungen
- 1997: Lust und Last. Leipziger Kunst seit 1945. Germanisches Nationalmuseum Nürnberg, Museum der Bildenden Künste Leipzig, Hochschule für Grafik und Buchkunst Leipzig
- 2000: Goldrausch XI – Unterwegs. Kunstbunker Nürnberg, Art Forum, Berlin
- 2005: Schlusslichter und Blinksignale. Galerie der Hochschule für Grafik und Buchkunst Leipzig
- 2006: Neue Deutsche Malerei – Kunst aus Leipzig. National-Museum, Warschau
- 2012: Accrochage. Galerie Kampl, München
- 2013: Milchglaskino. Museum Junge Kunst, Frankfurt (Oder) und Palais Liechtenstein, Feldkirch, Österreich
- 2013: Leipzig – Berlin – Wroclaw. Muzeum Powiatowe w Nysie, Nysa, Polen
- 2013: WIN/WIN. Halle 14, Leipziger Baumwollspinnerei
- 2022: Appintment X. Galerie für Zeitgenössische Kunst, Leipzig,
- 2022: Futur III, 48 Stunden Neukölln. Kindl Zentrum für zeitgenössische Kunst Berlin[7]
- 2023: ABOVE YOUR HEAD. Galerie Von&Von, Nürnberg
- 2024: Fünfgezackt in die Hand. Arbeiten mit/um/für Musik. Kunstpunkt Berlin

## Preise und Stipendien
- 1993: Expo 2000, Hannover, Preisträgerin
- 1993 – 1995: DAAD-Reisestipendium Kairo (Ägypten)
- 1995 – 1996: Atelierstipendium der Stadt Leipzig
- 1999: Pollock-Krasner-Stipendium New York[1]
- 1999: Goldrausch-Stipendium des Berliner Senats
- 2000: Stipendium des Kulturfonds Sachsen, Aufenthalt auf Schloss Wiepersdorf[2]
- 2002: Stipendium des Freistaates Sachsen
- 2021: Gastspielförderung des Freistaates Sachsen für die Ausstellung ReRenaissance[1]

## Veröffentlichungen
- Die hydraulische Gesellschaft. Ausstellungskatalog, Illustrationen von Ulrike Dornis. ACC Galerie Weimar 1996, ISBN 978-3-9804516-4-2.
- Konstruktion. Ulrike Dornis Arbeiten 1999/2000. [Anläßlich der Ausstellung Goldrausch XI. Kunstbunker Nürnberg e.V. vom 1.9. – 3.9.2000 ... Art-Forum Berlin, 27.9. – 1.10.2000], hrsg. vom Goldrausch-Künstlerinnenprojekt, Frauennetzwerk Berlin e.V. Berlin 2000, ISBN 978-3-933700-64-3.
- Andrea Dittrich, Frank Motz (Hrsg.): Architecture of Mind – Transfer. Ein Projekt von Ulrike Dornis und Jens Hanke. Entwickelt für die ACC Galerie, Weimar. [Erscheint anlässlich der Ausstellung Architecture of Mind – Transfer, 20. September bis 3. November 2002]. Glaux-Verlag, Weimar 2002, ISBN 978-3-931743-54-3.
- als Hrsg.: Kurt Dornis. Malerei, Grafik. [Dieses Buch erscheint anlässlich der Ausstellung Kurt Dornis – Bilder einer Stadt im Studio des Stadtgeschichtlichen Museums Leipzig 21. September bis 28. November 2010]. Berlin 2010, ISBN 978-3-00-032147-4 (online).
- Wiebke Eden: Die Schatten eines Jahres. Roman, Illustrationen von Ulrike Dornis. Bübül Verlag, Berlin 2018, ISBN 978-3-946807-26-1.
- Stille Leben (= Bübül Art Book. 5). Mit Texten von Tanja Langner und Wolfgang Siano, Illustrationen von Ulrike Dornis. Bübül Verlag, Berlin 2018, ISBN 978-3-946807-17-9.
- RErenaissance, LAWRENCE funun GALLERY. Berlin 2019 (online).
- Kammerspiel mit Helden (= Bübül Art Book. 10). Ausstellungskatalog. Bübül Verlag, Berlin 2021, ISBN 978-3-946807-49-0.